# Hugo Lemcke
Hugo Lemcke (né le 5 décembre 1835 à Pasewalk et mort le 8 août 1925 à Stettin) est un historien allemand. De 1873 à 1925, il est président de la Société d'histoire, d'antiquité et d'art de Poméranie.

## Biographie
Son père est marchand et propriétaire d'une féculerie. De 1845 à 1849, il étudie à l'école publique supérieure de Pasewalk, de 1850 à 1855 à Stettin la lycée unifié royal et de la ville de Stettin. Il étudie ensuite la philologie classique, l'allemand et l'histoire à l'université de Leipzig, à l'université de Bonn et à l'université de Greifswald. À Bonn, il devient membre de la fraternité Frankonia au semestre d'hiver 1856, et à Greifswald, il devient membre de la fraternité Rugia (de) au semestre d'été 1858.
Lemcke décide de devenir enseignant. De 1858 à 1860, il est professeur à l'école publique de Bütow, puis professeur assistant au lycée unifié royal et de la ville de Stettin, son ancienne école. En 1861, il réussit l'examen pour le poste d'enseignant supérieur. Il reste professeur du lycée unifié royal et de la ville de Stettin, qui est divisée en lycée de la ville et lycée de l'abbaye Sainte-Marie en 1869. En 1873, il devient professeur principal au lycée de l'abbaye Sainte-Marie. En 1877, il reçoit le titre de professeur de lycée. En 1881, il succède à Franz Kern en tant que directeur du lycée de la ville. En 1906, il prend sa retraite et, à cette occasion, il reçoit le titre de conseiller privé .
Lemcke participe à l'autogestion de la ville et de l'église. De 1875 à 1882, il est conseiller municipal de la ville de Stettin. À partir de 1877, il est représentant de la commune, puis ancien de l'église de la communauté Saint-Jacques.
En 1864, Lemcke se marie avec Antonie Giese (née en 1839), une fille du pasteur Samuel Friedrich Giese. Le mariage donne naissance à trois fils et deux filles.
Lemcke est mort le 8 août 1925 à Stettin, moins de six mois après le décès de son épouse. Il est enterré dans le cimetière principal de Szczecin (de), où sa tombe se trouve aujourd'hui dans un état soigné.
Lemcke s'intéresse de près à l'histoire de la Poméranie, où son travail en tant qu'organisateur scientifique à succès l'emporte sur ses propres recherches. En 1868, il rejoint la Société d'histoire, d'antiquité et d'art de Poméranie. De 1873 à 1925, il en est le président. Sous sa direction, la société prend un essor considérable. La revue Baltische Studien est publiée à nouveau régulièrement, et depuis 1887 les Monatsblätter der Gesellschaft für pommersche Geschichte und Altertumskunde sont publiés à côté. Le nombre de membres passe d'environ 250 à environ 800. De 1894 à sa mort, il est en outre conservateur provincial de la province de Poméranie. À ce titre, il publie la série de livres Die Bau- und Kunstdenkmäler de la province de Poméranie, dont il a pu présenter 14 volumes de 1898 à 1914.

## Honneurs
- Doctorat honorifique de l'Université de Greifswald, 1898
- Ordre prussien de la Couronne de 3e classe, 1903
- Ordre de l'Aigle rouge de 4e classe, 1890
- Ordre de l'Aigle rouge de 3e classe, 1903
- Ordre de l'Aigle rouge de 3e classe avec ruban, 1913
- Croix du Mérite d'aide à la guerre, 1918

Un buste d'Hugo Lemcke, œuvre du sculpteur de Szczecin Franz Wulff, est placé dans la collection d'antiquités du musée de la ville de Stettin en 1915. Ce buste en marbre de 1915 se trouve encore aujourd'hui au musée de la ville de Szczecin (2016).

## Publications (sélection)
- Hat Thucydides das werk des Herodot gekannt? In: Programm des Marienstifts-Gymnasiums zu Stettin. Stettin 1873, S. 1–20 (Scan in der Google-Buchsuche).
- Kalendarium und Nekrolog des Carthäuser-Klosters Marienkron bei Rügenwalde. In: Baltische Studien. N. F., Band 26, 1876, S. 116–141 (Scan bei der Digitalen Bibliothek Mecklenburg-Vorpommern).
- Die älteren Stettiner Straßennamen. Lén Saunier, Stettin 1881 (eingeschränkte Vorschau in der Google-Buchsuche).
- Studierende aus Pommerschen und anderen Adelsgeschlechtern auf dem Pädagogium, später Gymnasium Academicum, aufgenommen 1543 und 1576 – 1665. Mitgetheilt aus der Stiftungsurkunde und dem Album studiosorum. In: Vierteljahrsschrift für Heraldik, Sphragistik und Genealogie. IX. Jg., Berlin 1881, ZDB-ID 200385-5, S. 71–89, urn:nbn:de:hbz:061:1-621515 (Scan bei der Bibliothèque universitaire et d'État de Düsseldorf).
- Das älteste Schöffenbuch von Freienwalde in Pommern. In: Baltische Studien. N. F., Band 32, 1882, S. 1–72 (Scan bei der Digitalen Bibliothek Mecklenburg-Vorpommern).
- Beiträge zur Geschichte der Stettiner Ratsschule in fünf Jahrhunderten. 1. Teil: Urkunden. 1. Abt.: Bis zum Jahre 1650. Herrcke & Lebeling, Stettin 1893, (OCLC 761504285) (mehrere Bände bis 1904).
- Die Bau- und Kunstdenkmäler des Regierungsbezirks Stettin. Stettin 1898 ff., (OCLC 974164867) (14 Bände bis 1914).
- Liber beneficiorum domus Corone Marie prope Rugenwold 1406–1528 (= Quellen zur pommerschen Geschichte. Band 5). Lén Saunier, Stettin 1919, DNB 580544400 (eingeschränkte Vorschau in der Google-Buchsuche).